# Arthur Beer
Arthur Beer (* 28. Juni 1900 in Reichenberg, Österreich-Ungarn; † 20. Oktober 1980 in Cambridge, Großbritannien) war ein österreichisch-tschechischer Astronom und Astrophysiker, der ab 1933 in England wirkte.

## Leben
Beer war der Sohn des Lehrers Johan Beer und dessen Frau Olga, geb. Pollak. Nach dem Besuch des Gymnasiums in Reichenberg und einer kurzen Teilnahme am Ersten Weltkrieg mit der k.-und-k.-Armee studierte er Physik, Astronomie, Geophysik und Philosophie an den Universitäten Leipzig, Wien und Berlin. 1924 musste er sein Studium aufgrund einer Polioerkrankung unterbrechen. Nachdem er sich einer Operation unterzogen hatte, konnte er wieder laufen und seine Ausbildung abschließen. 1927 promovierte Beer mit einer Arbeit über spektroskopische Doppelsterne.
Ab 1928 arbeitete Beer als Assistent an der Breslauer Universitätssternwarte. Zu dieser Zeit befasste er sich mit Planetenstrahlung und arbeitete am zweiten Katalog der Astronomischen Gesellschaft mit. 1929 wechselte er an die Deutsche Seewarte in Hamburg, bei der er als Gezeitenastronom beschäftigt wurde. Für den Norddeutschen Radiosender gestaltete er nebenbei das Programm „Aus Natur und Technik“, eines der ersten wissenschaftlichen Radioprogramme, die jemals ausgestrahlt wurden.
Im Frühjahr 1930 beteiligte sich Beer an der Einrichtung der Abteilung „Moderne Zeiten“ in der Dauerausstellung des Hamburger Planetariums. Zu dieser Zeit steuerte er auch Kolumnen für diverse Zeitungen bei und hielt Vorträge im Planetarium.
Nach der Machtergreifung der Nationalsozialisten im Frühjahr 1933 wurde Beer wegen seiner jüdischen Herkunft gemäß dem Berufsbeamtengesetz aus dem Staatsdienst verdrängt. 1934 emigrierte er nach Großbritannien, wo er dank der Empfehlungen von Albert Einstein, Erwin Finlay-Freundlich und Fritz Saxl eine Anstellung an der Universität Cambridge erhielt. Dort führte er in den folgenden Jahren astrophysische Forschungen unter F. J. M. Stratton (1881–1960) am Cambridge Solar Physics Observator durch. Zwischendurch war er auch am Mill Hill Observatory des University College London tätig. Finanzielle Unterstützung erhielt er durch das Academic Assistance Council.
Von den nationalsozialistischen Polizeiorganen wurde Beer nach seiner Emigration als Staatsfeind eingestuft. Im Frühjahr 1940 setzte ihn das Reichssicherheitshauptamt auf die Sonderfahndungsliste G.B., ein Verzeichnis von Personen, die im Falle einer erfolgreichen deutschen Invasion Großbritanniens durch die Sonderkommandos der SS-Einsatzgruppen mit besonderer Priorität ausfindig gemacht und verhaftet werden sollten.
Nach Ausbruch des Zweiten Weltkriegs wurde Beer, da er einen tschechoslowakischen Pass besaß, als friendly alien eingestuft, so dass er einer Internierung entging und stattdessen Aufgaben für das Luftfahrtministerium übernehmen konnte.
Von 1941 bis 1945 arbeitete Beer als Seismologe am Kew Observatorium. Danach stand er von 1946 – in diesem Jahr wurde er auch in Großbritannien naturalisiert – bis zu seiner Pensionierung 1967 als Senior assistant observer erneut im Dienst der Universitätssternwarte in Cambridge. Unterbrochen wurde diese Tätigkeit von Forschungsaufenthalten am Dominion Astrophysical Observatory in Victoria, Kanada, und als Gastprofessor am Swarthmore College in den Vereinigten Staaten.
Seit den frühen 1950er Jahren entstand unter Beers Aufsicht das vielbändige Werk Vistas of Astronomy, eine Gesamtzusammenschau des damaligen Wissens über das Gebiet der Astronomie, für das er 215 Wissenschaftler als Beiträger gewinnen konnte, darunter außer Astronomen auch Mathematiker und Historiker. Für die ersten beiden, 1955 und 1956 erschienenen Bände der Vistas (die bis in die 1990er Jahre veröffentlicht wurden), fungierte er als Chefredakteur.
Beer war Mitglied der Royal Astronomical Society und der International Astronomical Union. Für seine Beiträge zur Geschichte der Astronomie erhielt Beer im Dezember 1970 die Ehrendoktorwürde der Naturwissenschaftlichen Fakultät der Universität Frankfurt (Doctor philosophiae naturalis honoris causa).
Beer liegt auf dem Friedhof Ascension Parish Burial Ground in Cambridge begraben. 
Nach ihm wurde der Asteroid (1896) Beer benannt.

## Familie
Beer war seit dem 23. Juli 1926 mit Charlotte Vera Popielarski verheiratet. Aus der Ehe gingen der Sohn Peter Beer, der ebenfalls Astronom wurde, und die Tochter Nova (* 1935) hervor.

## Schriften
- Zur Charakterisierung der spektroskopischen Doppelsterne. 1927.
- The Spectrum of the Secondary Component of the Algol System. 1955.
- Vistas in Astronomy. 1965.
- The Radiant Universe. 1972.
- Copernicus: Yesterday and Today. Proceedings of the Commemorative Conference Held in Washington in Honour of Nicolaus Copernicus. 1975.